# East Hills
East Hills est une localité australienne de la banlieue sud de Sydney, située dans la zone d'administration locale de Canterbury-Bankstown en Nouvelle-Galles du Sud.

## Géographie
East Hills est située sur la rive droite de la rivière Georges, à 26 km au sud du quartier central de Sydney.

## Démographie
En 2016, la population s'élevait à 3 206 habitants.

## Politique
East Hills fait partie de la zone d'administration locale de Canterbury-Bankstown et relève de la circonscription de Banks pour les élections à la Chambre des représentants.